# جو ليدون
جو ليدون (بالإنجليزية: Joe Lydon)‏ (2 فبراير 1878 – 19 أغسطس 1937) هو ملاكم أمريكي راحل، مثّل بلاده في الألعاب الأولمبية الصيفية 1904.

## روابط خارجية
جو ليدون على موقع اللجنة الأولمبية الدولية (الإنجليزية)
- جو ليدون على موقع أوليمبيديا (الإنجليزية)